# Landessportbund Thüringen

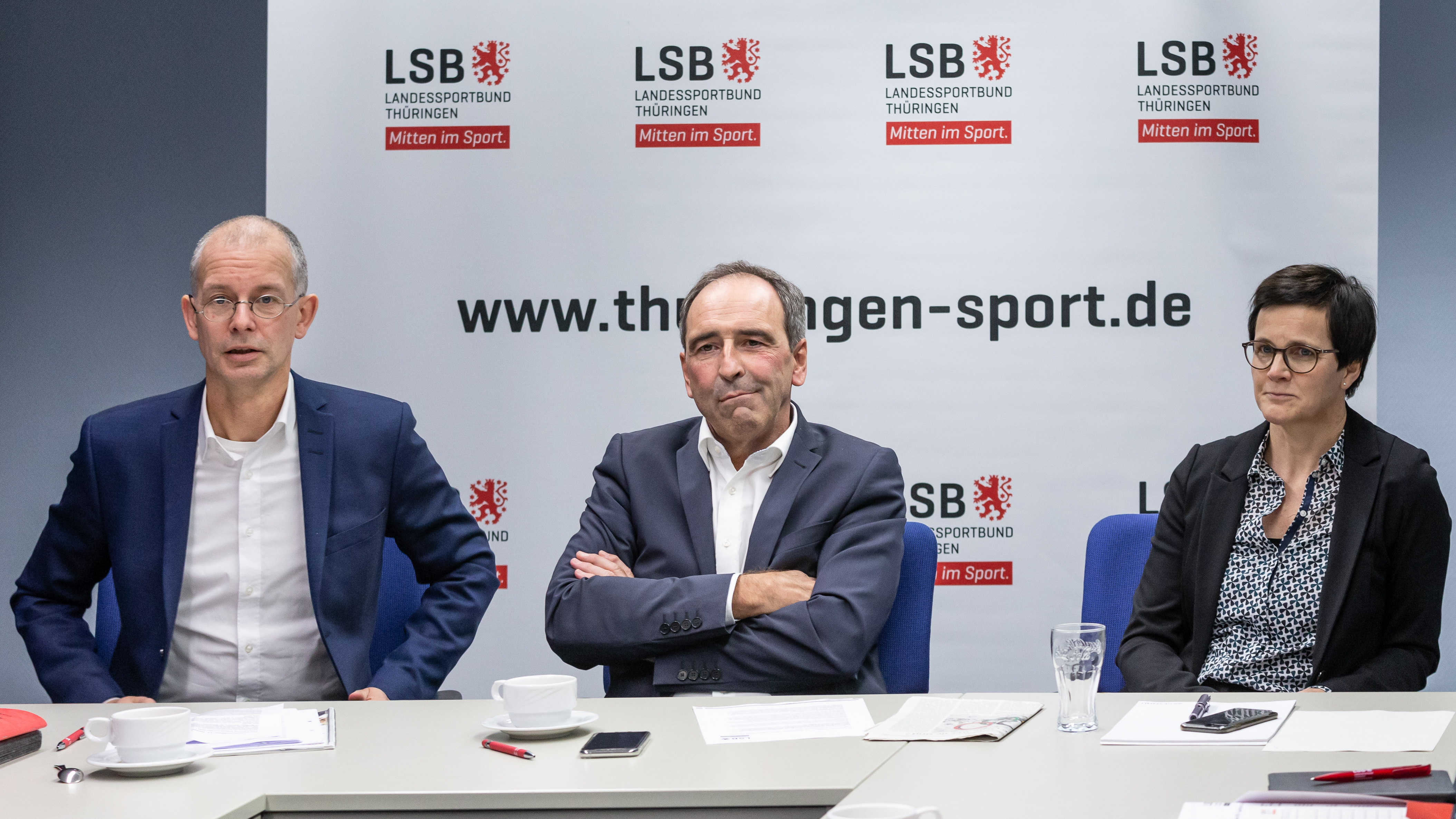
V. li.: Thomas Zirkel, Hauptgeschäftsführer; Stefan Hügel, Präsident; Kerstin König, Geschäftsführerin Landessportbund Thüringen (2019)

Der Landessportbund Thüringen e. V. (LSB) ist der Dachverband der thüringischen Turn- und Sportvereine mit Hauptsitz in Erfurt. Ihm gehören 366.634 Mitglieder und 3.392 Sportvereine an (Stand September 2019). Darüber hinaus ist er Mitglied im Deutschen Olympischen Sportbund.

## Struktur und Aktivitäten
Der LSB ist die freiwillige Vereinigung der Turn- und Sportvereine sowie sonstiger Sportgemeinschaften des Freistaats Thüringen. In Thüringen gibt es im Jahr 2019 3.392 Sportvereine, 46 Sportfachverbände, 24 Anschlussorganisationen, 23 Kreis- und Stadtsportbünde, den Thüringer Sportjugend, den Olympiastützpunkt Thüringen, das LSB Thüringen Bildungswerk GmbH sowie die LSB Thüringen Sportmanagement GmbH mit insgesamt 366.064 Mitgliedern.
Der LSB fördert den Sport zur Sicherung der Sportentwicklung im Land Thüringen. Diese Förderung bezieht sich nicht allein auf eine finanzielle Unterstützung, sondern auch auf die Bereitstellung einer bedarfsgerechten Sportstätteninfrastruktur. Er legt mit seinem finanziellen Eigenaufkommen die Grundlage für diese Förderung nach dem Subsidiaritätsprinzip mit einer differenzierten Beitragsgestaltung für alle Bevölkerungsgruppen.
Im Mittelpunkt stehen die Interessen der Mitglieder. Die sportpolitische und sportfachliche sowie die jugend- und bildungspolitische Interessenvertretung gilt dem Sport in Thüringen. Grundprinzip der Zusammenarbeit ist die Anerkennung demokratischer Regeln. Der LSB setzt auf Dialog, bekennt sich zu einem solidarischen Miteinander und leitet daraus sein Handeln und Wirken ab. Der LSB verständigt sich auf gemeinsame Ziele für die Sportentwicklung in Thüringen, trifft für die Umsetzung verbindliche Absprachen und erbringt Dienstleistungen arbeitsteilig.
Im System der Bildung und Qualifizierung des organisierten Sports setzt der LSB auf einheitliche Qualitätsstandard als Grundlage für differenzierte und qualifizierte Sportangebote. Er engagiert sich in der sportbezogenen beruflichen Ausbildung junger Menschen sowie im Bereich der staatlich anerkannten Jugend- und Erwachsenenbildung.
Der LSB tritt für gegenseitigen Respekt, Wertschätzung und Fair Play, den verantwortungsvollen Umgang mit Kindern und Jugendlichen, die Beteiligung und Mitbestimmung unabhängig von Alter, Geschlecht, Herkunft und Religion sowie einen manipulations- und dopingfreien Sport ein. Der LSB stellt sich ausdrücklich gegen Gewalt und Extremismus.
Der LSB tritt für den Schutz und den Erhalt von Natur und Umwelt ein u. a. im Rahmen einer umweltgerechten Planung, Sanierung und Neubau von Sportstätten und achtet dabei auf die Einsparung von Energie, Wasser und weiteren Rohstoffen bei deren Betreibung.

## Aufgaben
- Wahrnehmung der Interessen seiner Vereine und Verbände gegenüber der Bundesrepublik Deutschland, dem Freistaat Thüringen, den Thüringer Landkreisen und Kommunen, der Öffentlichkeit und allen sonstigen Personen und Personenvereinigungen
- Dienstleister seiner Mitglieder (Förderung, Information und Beratung)
- Gewinnung neuer Mitglieder
- Förderung der Organisationsentwicklung – Kontinuität und zugleich notwendige Neuausrichtungen
- Entwicklung neuer Programme und Konzeptionen im Breitensport
- Förderung des Frauen- und Gesundheitssports sowie Sports der Generation 50+
- Unterstützung des Kinder- und Jugendsports sowie der Jugendarbeit
- Förderung des Leistungs- und Nachwuchsleistungssport – in Sportvereinen und Sportfachverbänden werden die Grundlagen für die Erfolge gelegt
- Förderung der Integration und Gewaltprävention durch Sport
- Aus- und Fortbildung aller haupt- und ehrenamtlich im Sport tätigen Mitglieder in Vereinen und Verbänden
- Förderung von Sport und Umwelt
- Durchführung von landesweiten Wettbewerben

Engagierte und qualifizierte Menschen für das Engagement im Sport zu gewinnen und zu binden gehört zu den wichtigsten Herausforderungen des LSB, sowohl im ehrenamtlichen als auch im professionellen Bereich. Zentrale Aufgaben sind hierbei, das Schaffen von Raum und Möglichkeiten für Engagement, Investitionen in eine systematische Personalentwicklung sowie das Pflegen einer motivierenden Anerkennungskultur.